# Maria Ladegaard
Maria Gosvig Ladegaard (født 20. oktober 1994 i Hørsholm) er en dansk politiker, der ved Venstres Ungdoms Landsstævne på Dalum Landbrugsskole den 18. september 2021 blev valgt som landsformand for Venstres Ungdom. Hun afløste Kristian Lausten Madsen på posten. Hun blev afløst som landsformand for Venstres Ungdom i 2023 af Lasse B. Sørensen.

## Baggrund
Maria Ladegaard er er født i Hørsholm i Hørsholm Kommune. Hun er student fra Nærum Gymnasium og er ved at uddanne sig til folkeskolelærer fra Københavns Professionshøjskole. 
Ladegaard har erhvervserfaring fra mange år i restaurationsbranchen som tjener, fra to år som politisk konsulent hos Dansk Ungdoms Fællesråd (2017-2019) og to år som personlig assistent for Venstres daværende gruppeformand og skatteminister Karsten Lauritzen (2019-2021).

## Politisk karriere
Ladegaards politiske engagement startede i elevrådet. Hun blev valgt ind i Danske Skoleelevers bestyrelse, og tog efter afsluttet folkeskole et år ud af kalenderen som sekretariatsfrivillig for organisationen. Som en naturlig konsekvens af at skulle forlade Danske Skoleelever efter et år som fuldtidsfrivillig, meldte hun sig ind i Venstres Ungdom den 28. oktober 2010. 

### Venstres Ungdom
Ladegaard blev hun hurtigt formand for den lokale VU-afdeling, VU Hørsholm/Fredensborg, og senere formand for Venstres Ungdom i Nordsjælland, en forening hun selv var initiativtager til at genoplive. Senere blev hun medlem af VU's nationale forretningsudvalg, hvor hun sad fra 2014-2016, som først fritvalgt medlem og senere formand for Kursusudvalget. 
På Venstres Ungdoms Landsstævne i 2021 stillede hun op som landsformand for organisationen. Hun endte med at blive valgt som Venstres Ungdoms første kvindelige landsformand efter et kampvalg mod Sebastian Bærnthsen. 

### Tillidshverv
- Medlem af forretningsudvalget i Venstre (2021-2023)[3].
- Medlem af hovedbestyrelsen i Venstre (2021-2023)[3].

### Bidrag til bøger
- Liberale drømme og drøftelser – 24 bud på liberalisme i det 21. århundrede (2022).